# Возвышаев, Василий Сергеевич
Василий Сергеевич Возвышаев (1 апреля 1936, Химки — 2 августа 1964, Москва) — советский хоккеист, нападающий. Мастер спорта СССР.

## Биография
Воспитанник «Новатора» Химки, первый тренер Георгий Артёмов. В сезоне 1955/56 играл за Дом офицеров Калинин в чемпионате РСФСР, затем выступал в первенстве СССР за СКА МВО (1956/57 — 1958/59) и «Крылья Советов» (1959/60 — 1963/64).
Бронзовый призёр чемпионата СССР (1960).
Погиб 2 августа 1964 года, попав под речной трамвай в Серебряном Бору. Похоронен на Новолужинском кладбище (Химки).